# مایوکو آوکی
مایوکو آوکی (انگلیسی: Mayuko Aoki; ۱۷ دسامبر ۱۹۷۵ – ) صداپیشه، و بازیگر اهل ژاپن بود.